# ペトルーシュカからの3楽章
『ペトルーシュカからの3楽章』（仏語：Trois Mouvements de Pétrouchka）は、バレエ曲『ペトルーシュカ』を基にした、作曲者であるイーゴリ・ストラヴィンスキー自身の編曲によるピアノ独奏曲。
演奏時間はおよそ15分ほどである。

## 概要
アルトゥール・ルービンシュタインの依頼により1921年に編曲され、彼に献呈されている。
曲は以下のように3楽章からなる。
- 第1楽章：第1場より「ロシアの踊り」
- 第2楽章：第2場より「ペトルーシュカの部屋」
- 第3楽章：第3場より「謝肉祭」

原曲にある第1場「群集」「人形使いの見世物小屋」、第3場「ペトルーシュカの死」「警官と人形使い」「ペトルーシュカの亡霊」はこの編曲には登場しない（アナトリー・ヴェデルニコフは「ペトルーシュカの死」「ペトルーシュカの亡霊」を独自に追加している）。

## 難度
オーケストラを再現していることもあって、音が多く弾きにくい箇所が多く、演奏には高度な技巧が要求される。多くの箇所は3段譜で書かれており、曲中の一部では4段譜で書かれている箇所もある。このため、演奏に当たっては運指をよく考える必要がある（外部リンク参照）。
特に3楽章における左手の2-4と3-5の指使いによるトリルは、指の構造によっては演奏不可能ともいわれている。全体的に重音の課題をいかにクリアするかが問題になることが多い。また非常に大胆な跳躍をする箇所も多く、体力的にも厳しい。重音を多用するため、腰や腕の関節など体に負担のかかる曲にもなっており、成長期の奏者は弾かない方がよいと指摘する者もいる。
難曲を多く取り上げているマルク＝アンドレ・アムランは、この曲を「技巧を見せびらかすだけの曲」だと評し、自分は弾かないと明言している。

## 演奏
難曲にもかかわらず録音は多く、人気のある楽曲である。1972年に録音されたマウリツィオ・ポリーニの演奏は特に、技術的に安定した演奏として知られている。